# 우수리스크 고려인문화센터
우수리스크 고려인문화센터(러시아어: Корейский культурный центр, Уссурийск)는 러시아 프리모르스키 변경주 우수리스크에 있는 한국문화원의 분원이다. 2009년에 건립되었으며, 고려인들의 활동 중심지이다.

## 같이 보기
- 고려극장
- 사할린한인문화센터
- 한국문화원